# Chapelle Notre-Dame-du-Glaive
Pour les articles homonymes, voir Chapelle Notre-Dame.
La chapelle Notre-Dame-du-Glaive est un édifice religieux français situé en Provence, près de Cabasse dans le Var. Elle a été construite au XVIIe siècle et agrandie ultérieurement.

## Historique
La chapelle Notre-Dame-du-Glaive, construite en 1621 est bâtie au bord d'une falaise sur une colline à 300 m d'altitude. La légende dit que, le lundi de Pâques de l'an 760, les habitants de Cabasse attaqués par les Sarrasins ont imploré la Vierge Marie de leur donner la victoire. Celle-ci est apparue alors au-dessus du combat armée d'un glaive et a mis en fuite les envahisseurs. C’est depuis lors, qu’en remerciement, les Cabassois ont élevé sur la falaise une chapelle dédiée à Notre-Dame du Glaive et qu’ils y viennent chaque lundi de Pâques en pèlerinage.

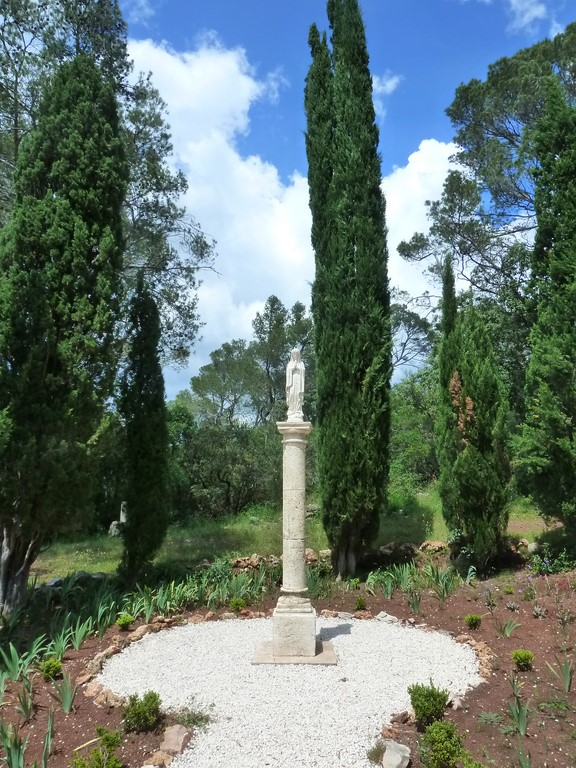
Sanctuaire Notre-Dame-du-Glaive.

## Protection au titre des monuments historiques
Le site a été inscrit à l'Inventaire général du patrimoine culturel le 30 novembre 1995.